# Бубрежна артерија
Бубрежна артерија  је велики парни нутритивни и функционални крвни суд  у трбушној дупљи и једна од грана трбушне аорте, која снабдева  оксигенисаном крвљу леви и десни бубрег. Бубрежне артерије настају из бочног дела трбушне (абдоминалне) аорте, начелно у нивоу слабинског - Л1/Л2 међуребарног диска, непосредно испод исходишта  мезентеричне артерије. Дуге су приближно 4-6 cm, имају пречник од 5-6 mm и пружају се бочном и задњом страном због положаја хилума. Пролазе иза бубрежне вене и улазе у бубрежни хилум испред бубрежне карлице. Бубрежна артерија такође снабдевају крвљу надбубрежну жлезду и уретер на ипсилатералној страни.

## Анатомија

### Топографија
Бубрежне артерије (лева и десна)  које су гране  трбушне аорте, снабдевају артеријском крвљу бубреге.  Аортно порекло бубрежних артерија налази се око 1 cm испод горње мезентеричне артерије, на нивоу горње ивице другог слабинског  пршљена. Десна бубрежна артерија углавном почиње мало ниже од леве и дужа је од ње.
Обе артерије које су усмерене скоро хоризонтално бочно и благо наниже,  укрштају своје медијалне кракове и доспевају до хилуса бубрега, где се гранају у крајње гране. 
Десна бубрежна артерија која потиче од антеролатералног дела аорте са задње стране прелази преко доње шупље вене, главе панкреаса и силазног дела дуоденума, да би стигла до хилуса десног бубрега.
Лева бубрежна артерија која почиње нешто више од спољашњег дела трбушне аорте, налази иза тела панкреаса. и иде скоро хоризонтално ка левом бубрегу. Она има много краћи ток у односу на десну бубрежну артерију и може се наћи одмах иза леве бубрежне вене пре него што уђе у хилус левог бубрега.
Пре уласка у бубрежни паренхим, бубрежна артерија се дели на 2-4 завршне гране, које пролазе кроз бубрежни синус. Само једна грана бубрежне артерије иде ретропијелично. Свака од завршних грана бубрежне артерије, пре уласка у бубрежни паренхим, дели се на међурежањске артерије (aa. arcuatae). Оне потом пробијају зидове бубрежног синуса и пењу се кроз Бертинијеве стубове до основа Малпигијевих пирамида, где скрећу под правим углом и прелазе у лучне артерије (aa. arcuatae), које се пружају дуж базе Малпигиове пирамиде. Лучне артерије дају узлазне и силазне гране. Усходне гране пролазе између Фераинових пирамида и називају се  интерлобуларне артерије (aa. interlobulares). Од интерлобуларних артерија полазе доводни крвни судови (vasa afferentia) за бубрежни гломерул, односно артеријско клубче у Малпигијевим телашцима. Силазне гране лучних артерија су arteriolae rectae који иду до Малпигових пирамида.
Бубрежне артерије се деле пре уласка у бубрежни хилус на предњу и задњу грану, које примају приближно 75% крви, што је респективно. Предња грана се потом даље дели на горњу, средњу, доњу и апикалне сегментне артерије, док задња  грена формира задњу сегментну артерију.
Сегментне артерије се затим деле на лобарне, интерлобарне, лучне и интерлобуларне артерије пре него што формирају аферентне артериоле које се настављају у гломеруларне капиларе. 

### Анатомски односи
Познавање анатомских односа бубрежне артерије је од суштинског значаја за хирурге јер када важне структуре претрпе повреду током различитих хируршких процедура неопходан је адекватан приступ бубрежним артеријама.
Десна бубрежна артерија
Десна бубрежна артерија је дужа од леве, јер абдоминална аорта лежи лево од кичменог стуба. Пре уласка у бубрежни паренхим, бубрежна артерија се дели на 2-4 завршне гране, које пролазе кроз бубрежни синус. Њен проксимални део је повезан са доњом шупљом веном, док је дистални део везан за краћу десну бубрежну вену. Ове структуре га одвајају од другог дела дуоденума и главе панкреаса. Позади је повезана са десном бубрежном карлицом и уретером у његовом дисталном делу, док је десна страна дијафрагме, десни псоас велики мишић, десно симпатичко стабло, цистерна хили и тело 2. лумбалног пршљена у њеном проксималном делу.
Лева бубрежна артерија
Леву бубрежну артерију од тела и репа панкреаса и крвних судова слезине  одваја лева бубрежна вена. 

## Ембриологија
Бубрежни систем се развија кроз низ узастопних фаза: 
- пронефрос, најнезрелији облик бубрега
- мезонефрос,
- метанефрос, најразвијенију фазу бубрега, који ће постојати као бубрег након рођења. Метанефрос се формира на нивоу првог сакралног пршљена (С1) и бифуркације аорте. Након индукције метанефричног мезенхима, доњи сегмент нефричног канала ће мигрирати наниже и на крају се повезати са мокраћном бешиком преко уретера. Код фетуса, уретери преносе урин из бубрега у мокраћну бешику, која га затим излучује у амнионску кесу. Са растом фетуса, торзо се шири, а бубрези мигрирају нагоре и ротирају, што такође резултира повећањем дужине уретера.[5]

Током свог успона, бубрег се снабдева са неколико привремених крвних судова, а сви потичу из аорте. Дефинитивне бубрежне артерије настају из слабинског региона аорте током успона бубрега, док пролазни крвни судови нормално нестају.

## Снабдевање крвљу и лимфом
И десна и лева бубрежна артерија дају неколико малих артерија у проксималним сегментима. Ове гране су мале и често нису видљиве на већини студија снимања. Три кључне гране бубрежне артерије укључују доњу надбубрежну артерију, капсуларну артерију и уретерну артерију. Непосредно након што бубрежна артерија достигне хилум, од ње се одвајају вентралне и дорзалне гране, које се даље деле на много мањих сегментних артерија пре него што уђу у бубрежни паренхим. Ове сегментне артерије се даље деле на лобарне гране. Аферентне артериоле, које се одвајају од интерлобуларних артерија, снабдевају крвљу гломеруле.

### Инервација
Бубрези су окружени бубрежним плексусом, чија влакна иду заједно са бубрежном артеријом са сваке стране. Ту је и улаз из симпатичког нервног система, који може изазвати вазоконстрикцију и смањити проток крви у бубрежним крвним судовима. Бубрези такође добијају инервацију од парасимпатикуса преко вагусног нерва - сензорни излаз из бубрега се преноси у кичмену мождину на нивоу Т10-Т11. Када је бубрег упаљен, оболели обично осећа бол дуж бока.

### Мускулатура
Оба бубрега су ретроперитонеалне структуре са обе стране кичменог стуба. Десни бубрег се налази нешто ниже од левог бубрега због јетре. Сваки бубрег је дугачак око три кичмена пршљена. Обе надбубрежне жлезде су супериорније у односу на бубреге унутар бубрежне  фасције. Леви и десни бубрег су на врху псоас мајор и квадратног лумбалног мишића.

## Физиолошке варијанте
Код најмање 30% популације могу се наћи помоћне бубрежне артерије. У ретким случајевима постоје и аберантне бубрежне артерије које не улазе у ренални хилум већ у бубрежну капсулу. Код око 10% популације примећује се рано гранање бубрежних артерија. Ово рано гранање се обично јавља на око 15 до 20 mm од бубрежног хилуса (ово је важно знати када се врши трансплантација бубрега).

## Клинички значај
Варијације бубрежне артерије су уобичајене, при чему преко 30% има више од једне артерије која снабдева бубрег. Варијације могу настати у широком опсегу (Т11-Л4) и често из аорте или илијачних артерија. Већина њих улази у бубрег у бубрежном хилусу, иако се такође дешава директан улазак преко бубрежне коре. Показало се да помоћне артерије које снабдевају доњи пол бубрега опструирају уретеропелвични спој. Ектопични бубрези (аномалија у положају бубрега ) имају чак и веће шансе да имају више од једне бубрежне артерије, а њихово порекло може бити из целијачне, горње мезентеричне артерије или илијачне артерије.
Сегментне артерије не садрже колатерални систем, и као такве, лигација или оклузија ових артерија доводи до исхемије и инфаркта у нисходном сегменту бубрега. Броделова релативно аваскуларна раван  је корисна за хируршки приступ карлично-лицеалном систему. Њен положај је између предње и задње сегментне артерије у постеролатералној конвексној ивици бубрега.
Стеноза бубрежне артерије је чест узрок реноваскуларне хипертензије. Код старијих особа, уобичајена етиологија стенозе бубрежне артерије је атеросклеротична болест. Како се лумен артерије сужава, бубрежни проток крви опада, а то угрожава перфузију бубрега. Пацијенти са стенозом бубрежне артерије могу се јавити са азотемијом, абдоминалним ударима и погоршањем хипертензије. Понекад се акутна бубрежна инсуфицијенција може убрзати започињањем терапије АЦЕ инхибиторима. Нажалост, лечење стенозе бубрежне артерије ангиопластиком и стентирањем не може увек да доведе до опоравка бубрежне функције.

## Хируршка разматрања
Бубрежне артерије могу бити укључене у многе хируршке поремећаје као што су: 
- анеуризме бубрежне артерије,
- стеноза бубрежне артерије,
- дисекција бубрежне артерије,
- фибромускуларна дисплазија.

Уролог мора бити добар познавалац анатомије бубрежне артерије када је укључен у операцију бубрега, а посебно током трансплантације бубрега.

## Галерија
- Компјутеризована томографија абдоминалних и карличних крвних судова.
- Задње површине бубрега
- Бубрежна артерија
- Бубрежна артерија
- Бубрежна артерија
- Бубрежна артерија

## Изори
1. 1 2 3 4 5 6 7 8  Lescay HA, Jiang J, Tuma F. StatPearls [Internet]. StatPearls Publishing; Treasure Island (FL): Sep 5, 2022. Anatomy, Abdomen and Pelvis Ureter.
2. ↑  Lopez PP, Gogna S, Khorasani-Zadeh A. StatPearls [Internet]. StatPearls Publishing; Treasure Island (FL): Jul 17, 2023. Anatomy, Abdomen and Pelvis: Duodenum.
3. ↑  Kara E, Oztürk NC, Ozgür A, Yıldız A, Oztürk H (јануар 2011). „Ectopic kidney with varied vasculature: demonstrated by CT angiography”. Surg Radiol Anat. 33 (1): 81—4..
4. 1 2  Krmpotić NJ, Marušić A. Anatomija čovjeka. Zagreb: Medicinska naklada; 2007. str. 353-63.
5. 1 2  Fukuoka, Kenichiro; Wilting, Joerg; Rodríguez‐Vázquez, Jose Francisco; Murakami, Gen; Ishizawa, Akimitsu; Matsubara, Akio (2018-11-19). „The Embryonic Ascent of the Kidney Revisited”. The Anatomical Record. 302 (2): 278—287. ISSN 1932-8486. doi:10.1002/ar.23930.
6. ↑  Chan, P. L.; Tan FHS (2018). „Renin dependent hypertension caused by accessory renal arteries”. Clin Hypertens. 24: 15..
7. ↑  Famurewa, OC; Asaleye, CM; Ibitoye, BO; Ayoola, OO; Aderibigbe, AS; Badmus, TA (2018). „Variations of renal vascular anatomy in a Nigerian population: A computerized tomography study”. Nigerian Journal of Clinical Practice. 21 (7): 840. ISSN 1119-3077. doi:10.4103/njcp.njcp_237_17.
8. ↑  Wróbel G, Spałek M, Kuchinka J, Kuder T (2019). „Four left renal arteries - a rare variant of kidney arterial supply”. Folia Morphol (Warsz). 78 (1): 208—213.